# ミツユビシギダチョウ属
ミツユビシギダチョウ属（ミツユビシギダチョウぞく、Tinamotis）は、鳥綱シギダチョウ目（ダチョウ目とする説もあり）シギダチョウ科に分類される属。

## 分類
以下の分類・英名は、IOC World Bird List(v11.1)および山階（1986）に従う。和名は、山階（1986）に従う。
- Tinamotis ingoufi パタゴニアシギダチョウ Patagonian tinamou
- Tinamotis pentlandii ミツユビシギダチョウ Puna tinamou

## 画像

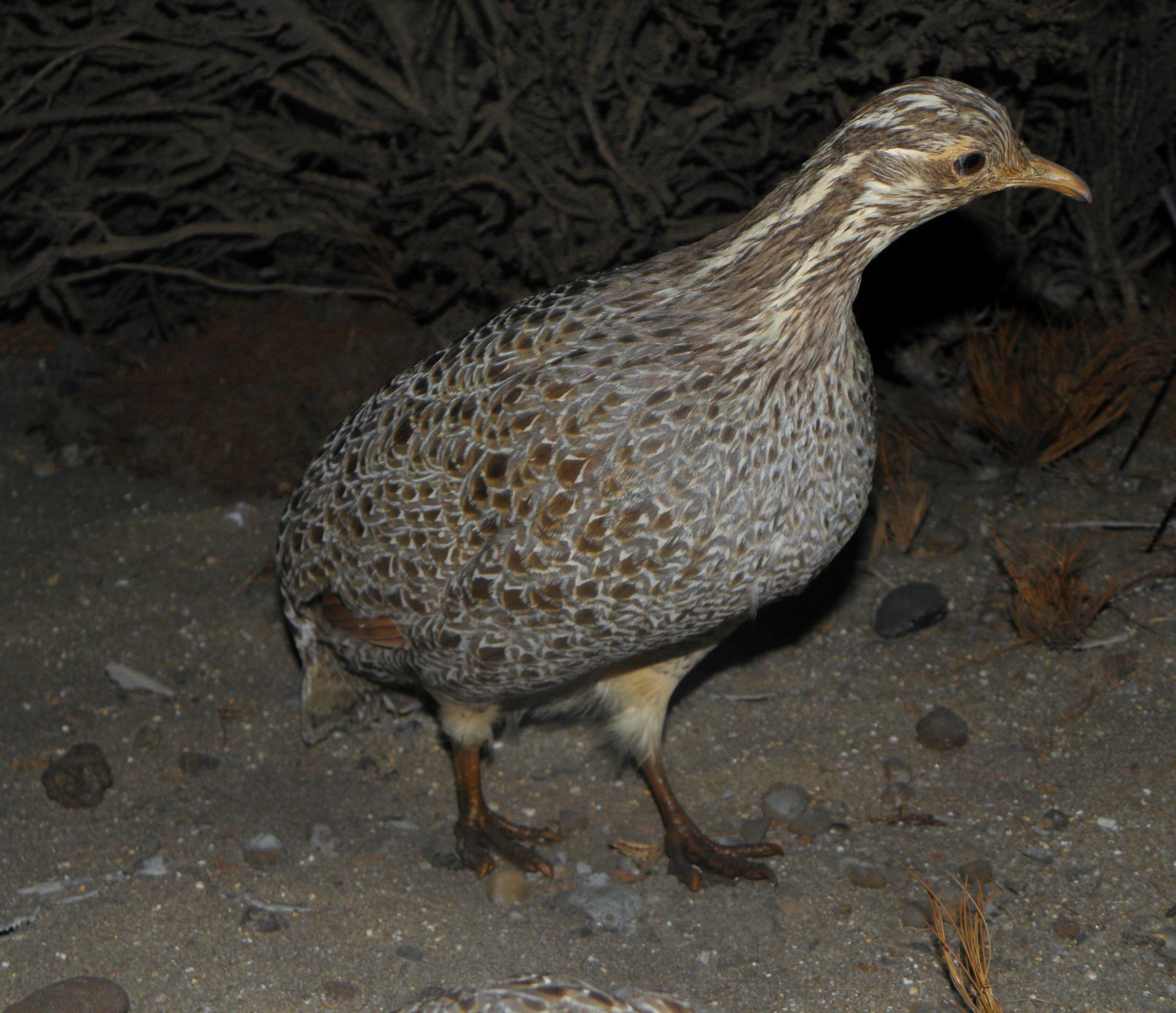
パタゴニアシギダチョウ T. ingoufi